# 刘守忠
刘守忠（?—?），相州（今河南安阳市）人，后周到宋朝初年将领，宋太祖义社十兄弟之一。
与赵匡胤、李继勋、石守信、王审琦、刘庆义、杨光义、刘廷让、韩重赟、王政忠等九人结为“义社十兄弟”。其父刘万国在后周时任河中府（今山西永济西）马步军都指挥使，刘守忠以左骁卫上将军致仕。其子刘用是宋太宗在晋王府的旧人，太宗末年，官至高阳关副都部署，宋真宗时，历任州部署、副都部署、知州等职。